# Vaglio TI

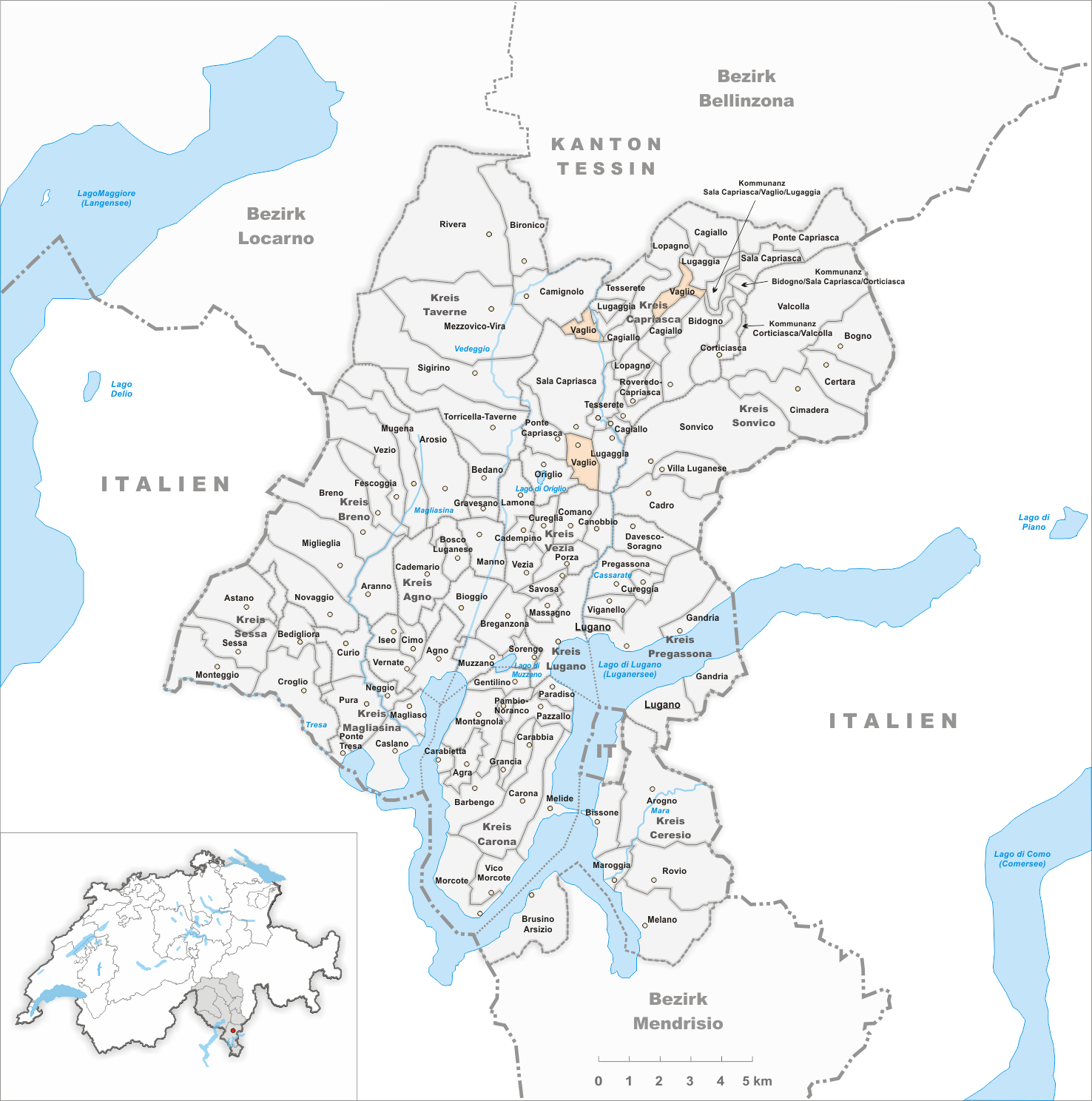
Gemeindestand vor der Fusion am 15. Oktober 2001

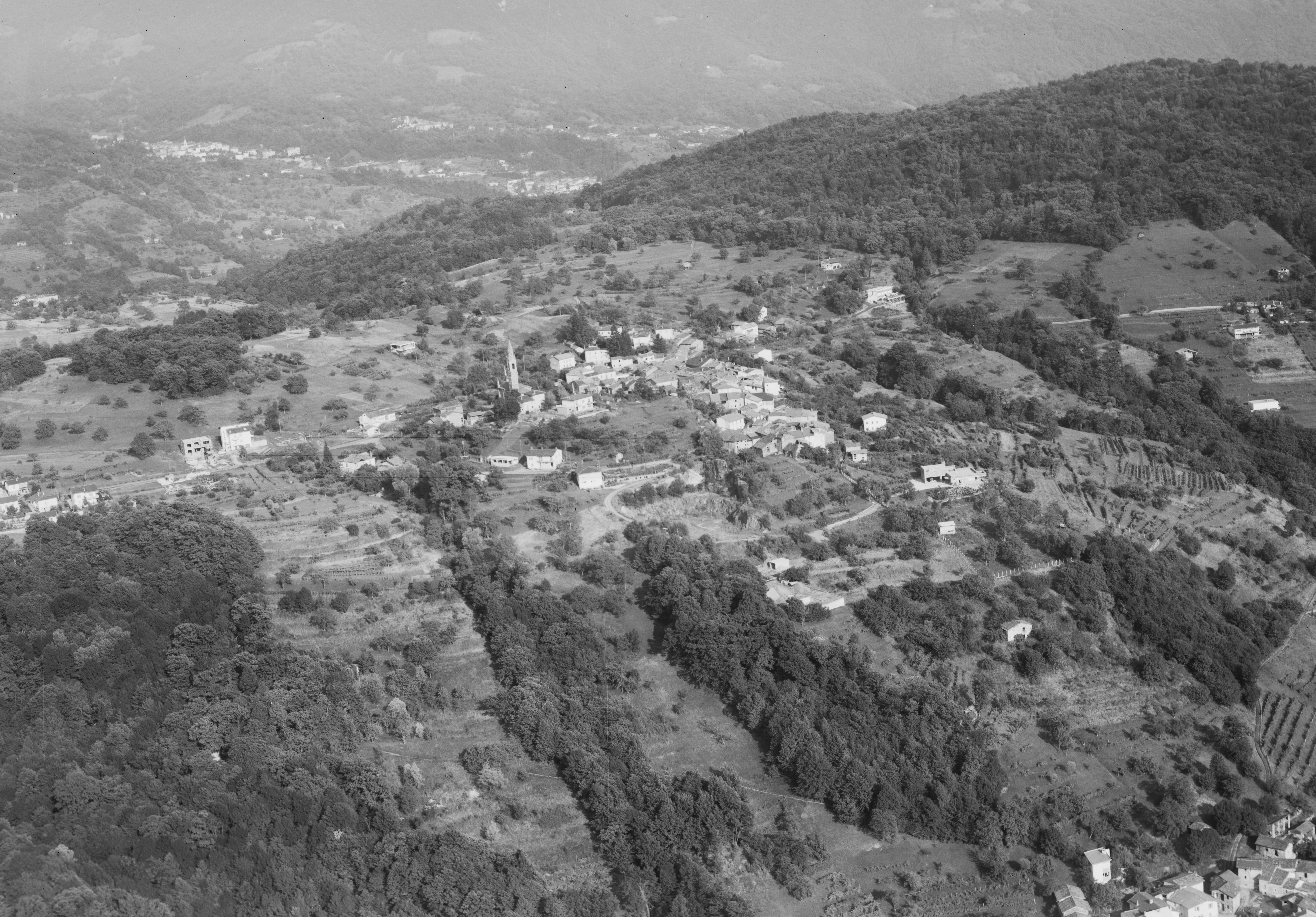
Vaglio, historisches Luftbild von Werner Friedli (1964)

Vaglio ist eine ehemalige politische Gemeinde im Kreis Capriasca, im Bezirk Lugano des Kantons Tessin in der Schweiz.

## Geographie
Das Dorf liegt auf 550 m ü. M. auf dem mit Kastanien bewachsenen Rücken zwischen dem Val Cassarate und dem kleinen Lago d’Origlio; vier Kilometer nordöstlich der Station Taverne-Torricella der Linie Bellinzona-Lugano-Chiasso der Schweizerischen Bundesbahnen.

## Geschichte
Eine erste Erwähnung findet das Dorf im Jahre 1241 unter dem damaligen Namen Valio, Vallio. Das Dorf musste in der ersten Hälfte des 15. Jahrhunderts dem Herzog von Mailand 12 Soldaten stellen.
In der Nähe der Kirche San Clemente (im 12. Jahrhundert erwähnt) sieht man die Überreste eines alten Turmes und des Weilers Redde, der verschwunden ist und sich 1335 einer gewissen ökonomischen Selbständigkeit erfreute.
Am 15. Oktober 2001 hat Vaglio mit Campestro und der Fraktion Odogno, Cagiallo, Lopagno, Roveredo Capriasca, Sala Capriasca sowie Tesserete zur neuen Gemeinde Capriasca fusioniert. Vaglio bildet aber nach wie vor eine eigenständige Bürgergemeinde.

## Bevölkerung
Einwohnerzahlen: Volkszählungsdaten
Vaglio entwickelte sich in der zweiten Hälfte des 20. Jahrhunderts zu einer Wohngemeinde in der Agglomeration Lugano.

## Sehenswürdigkeiten
- Pfarrkirche Santi Antonio di Padova, Giacomo e Filippo, 1916, Architekt Ernesto Quadri[4][5]
- Oratorium Madonna di Casletto, erstmals 1577 erwähnt, bewahrt das Fresko Madonna in trono des Malers Rocco da Seregno (1514)[4]
- Oratorium San Clemente im Ortsteil Redde, erstmals 12. Jahrhundert erwähnt, renoviert 1772/1773, restauriert 2011, bewahrt die zwei Fresken Madonna del Buon Consiglio mit Päpste Clemente und Lino und Padre Eterno e gli Evangelisti[4]
- Mittelalterlicher Wohnturm Torre di Redde, erstmals 1310 erwähnt, restauriert 1998/1999 (Architekt Ivo Trümpy)[4]
- Schalenstein (Kennzeichenstein) im Ortsteil Preda piatta sotto an der Grenze der Gemeinden Comano TI und Origlio (620 m ü. M.)[6]

## Persönlichkeiten
- Rocco da Seregno (* um 1480 in Lugano; † nach 1514 ebenda), Künstler. Ausgebildeter Maler in der Luganeser Werkstatt des Vaters Cristoforo da Seregno. Autor des Freskos mit der Thronenden Madonna im Oratorium von Santa Maria del Casletto in Vaglio (1514)[7]
- Giovan Domenico Pezzi (* Oktober 1556 in Vaglio; † 6. März 1585 ebenda ?), Neffe von Domenico Pezzi aus Puria, Künstler. Im letzten Viertel des 16. Jahrhunderts im Kanton Tessin und in der Lombardei tätiger Maler.[8]
- Gabriele Alberto Quadri (* 7. Februar 1950 in Vaglio), Sekundarlehrer in Pregassona, Dichter, Schriftsteller, Dramaturg, Schillerpreis 1986, Insubriapreis 2003, wohnt in Cagiallo[9][10][11][12]
- Antonietta Airoldi (* 21. September 1951 in Capriasca), Kunstweberin[13]

## Bilder

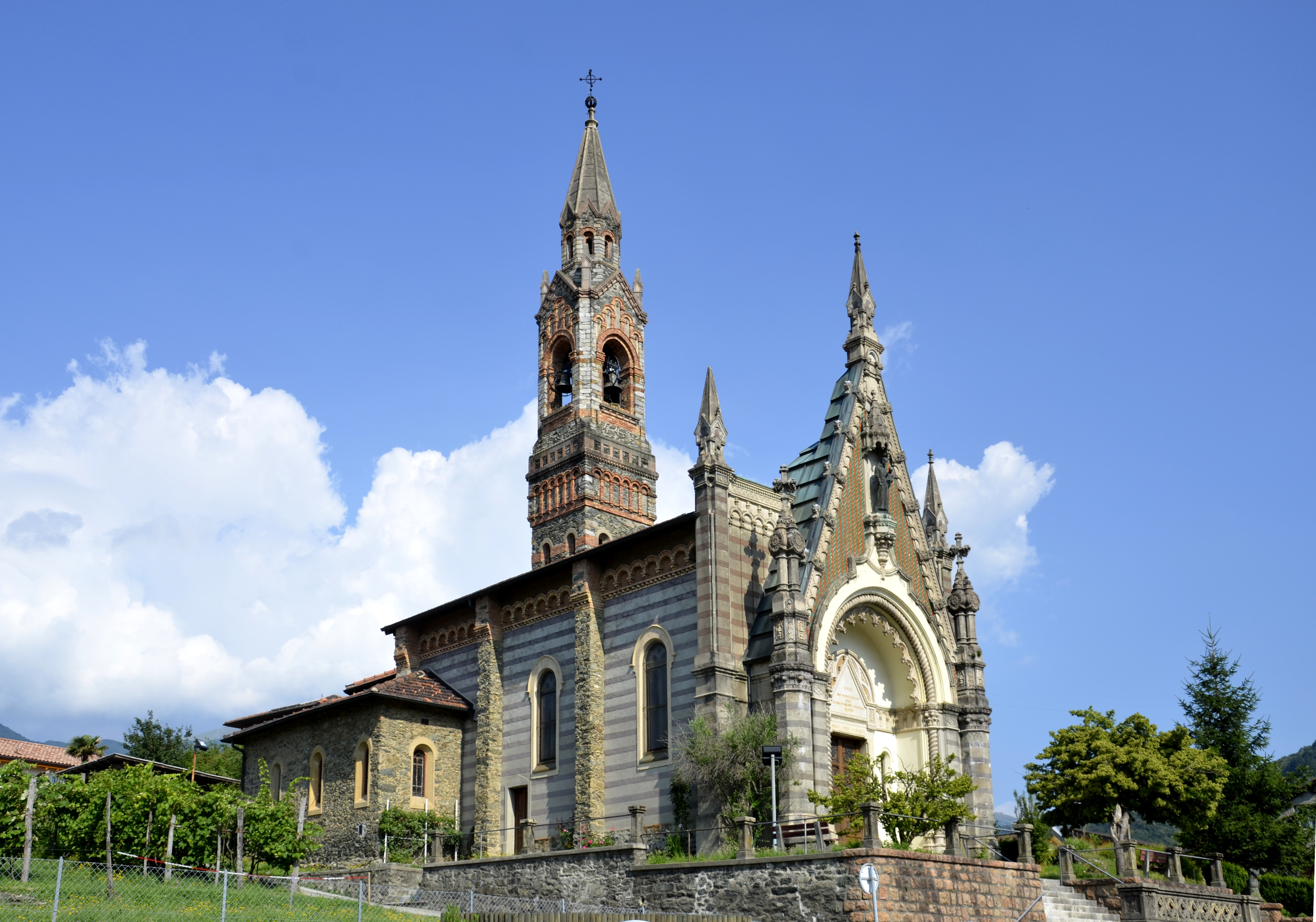
Ernesto Quadri: Pfarrkirche Santi Antonio da Padova, Giacomo e Filippo
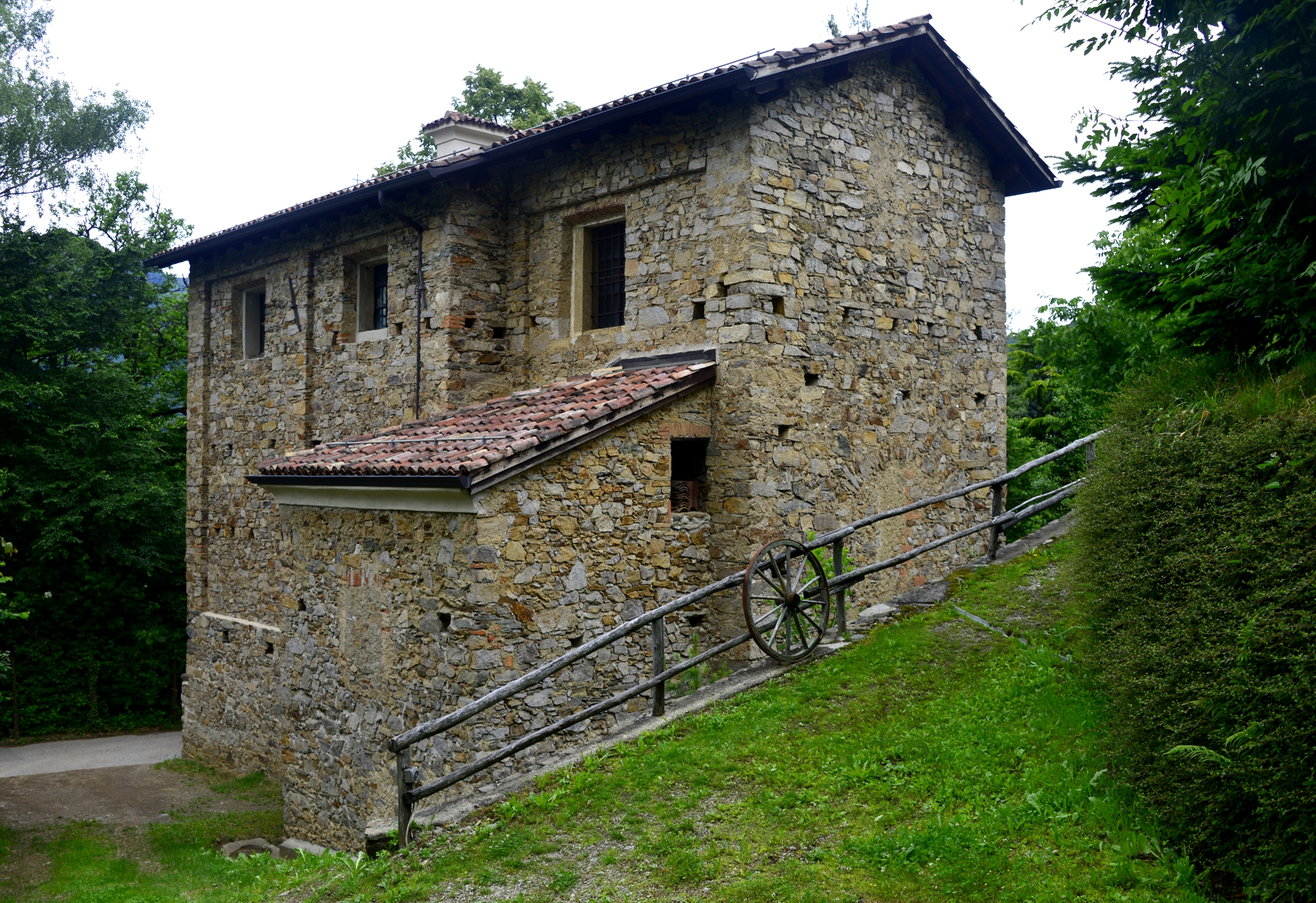
Oratorium Santa Maria del Casletto
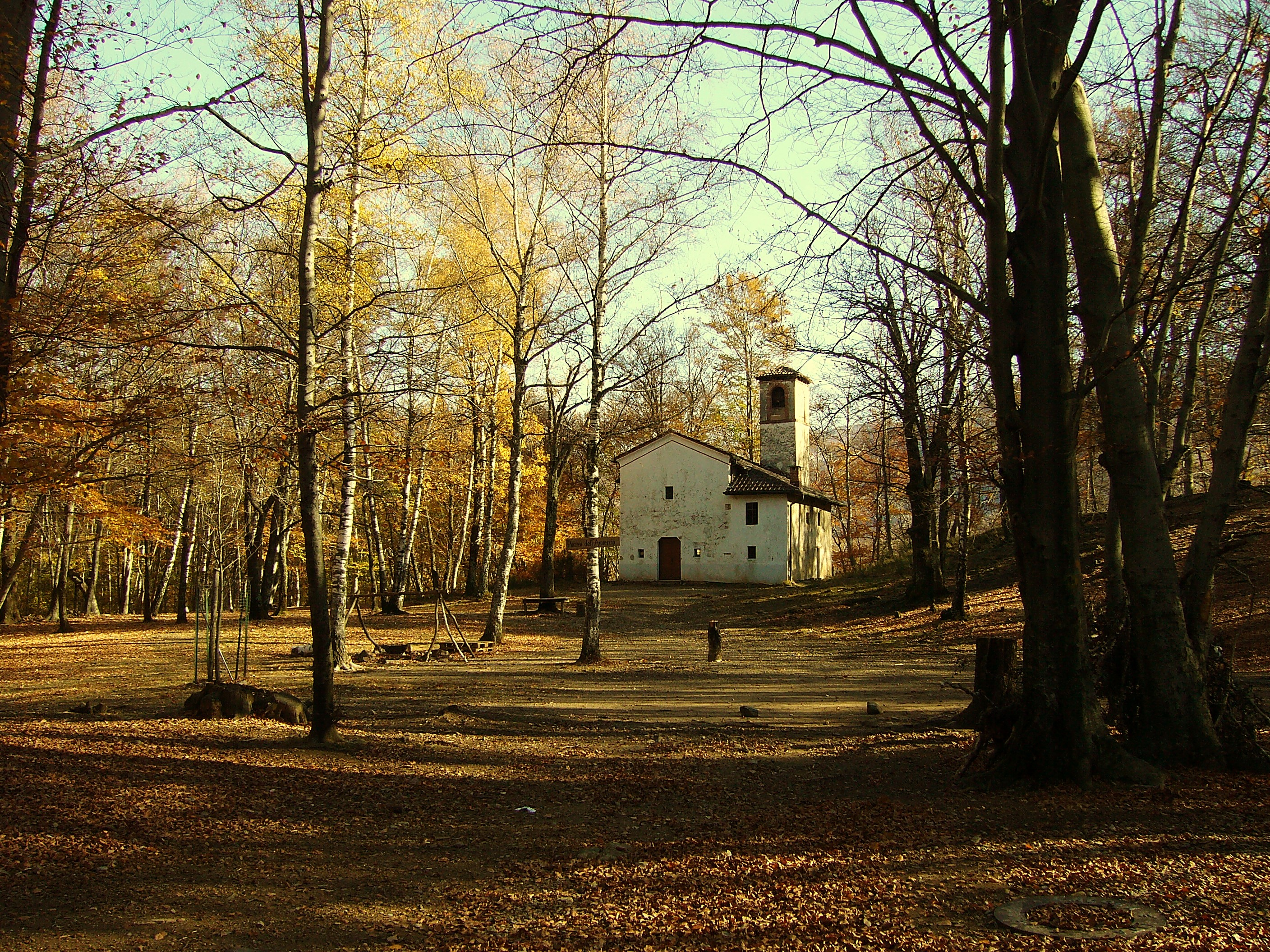
Oratorium San Clemente in Redde
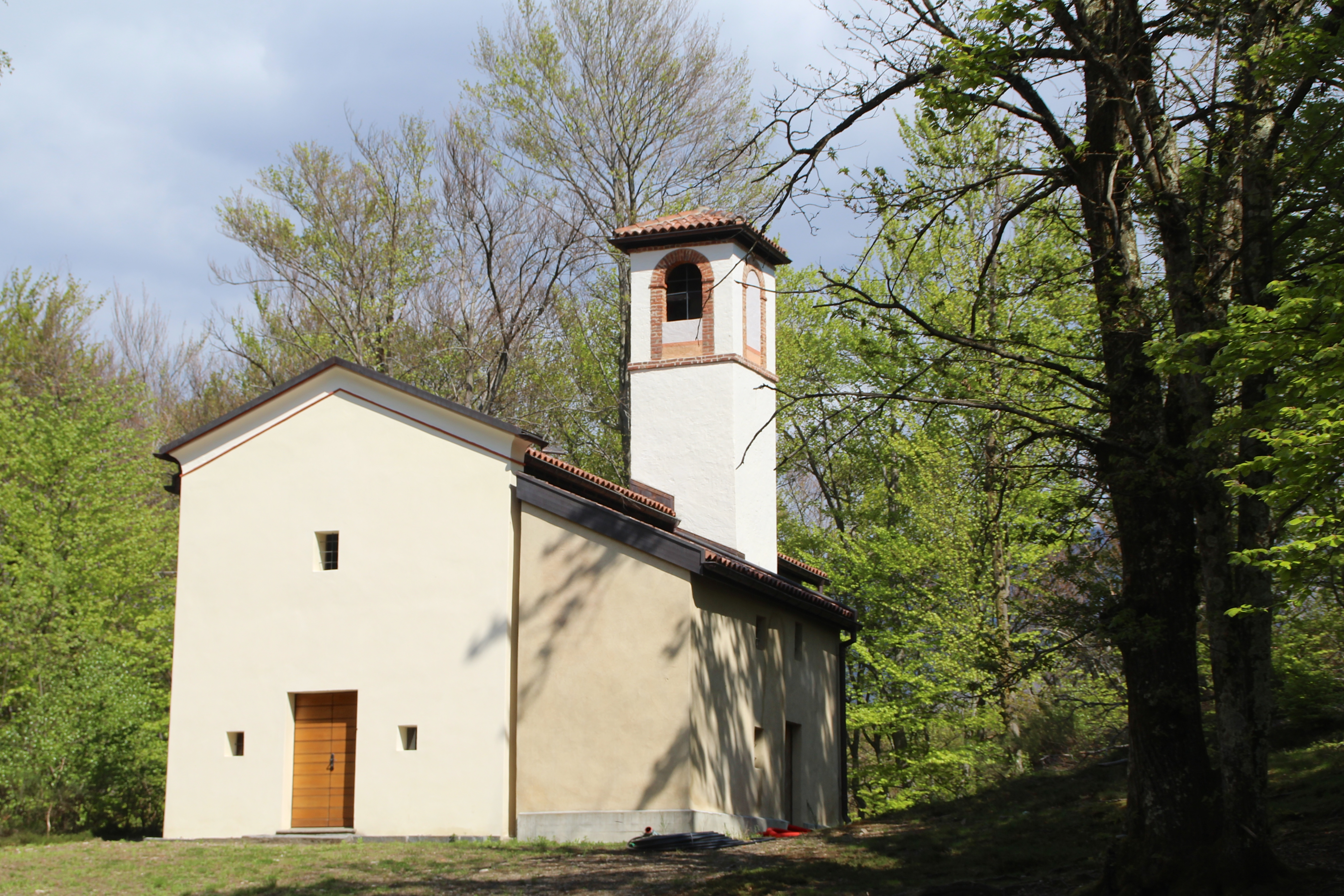
Oratorium San Clemente in Redde
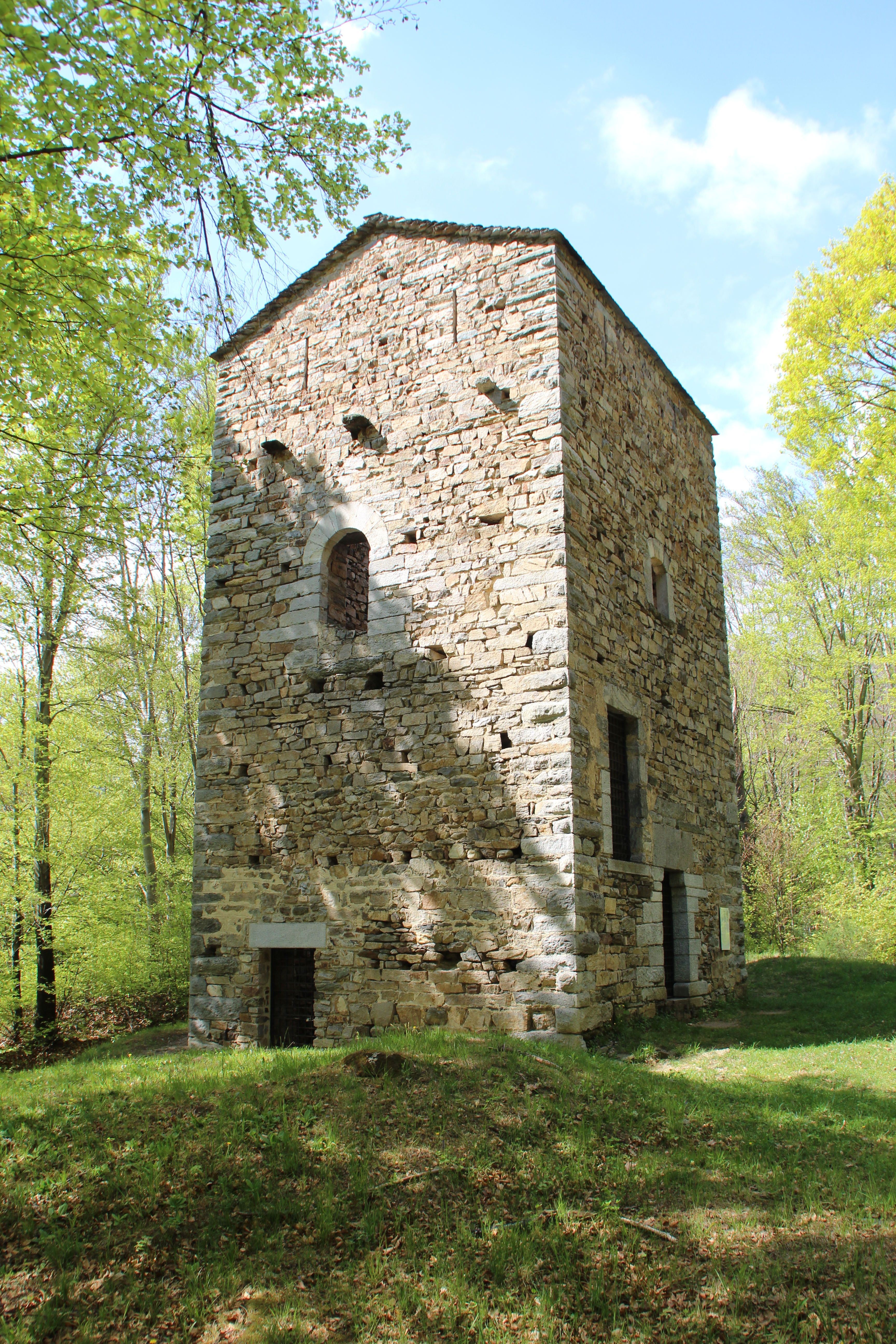
Turm von Redde
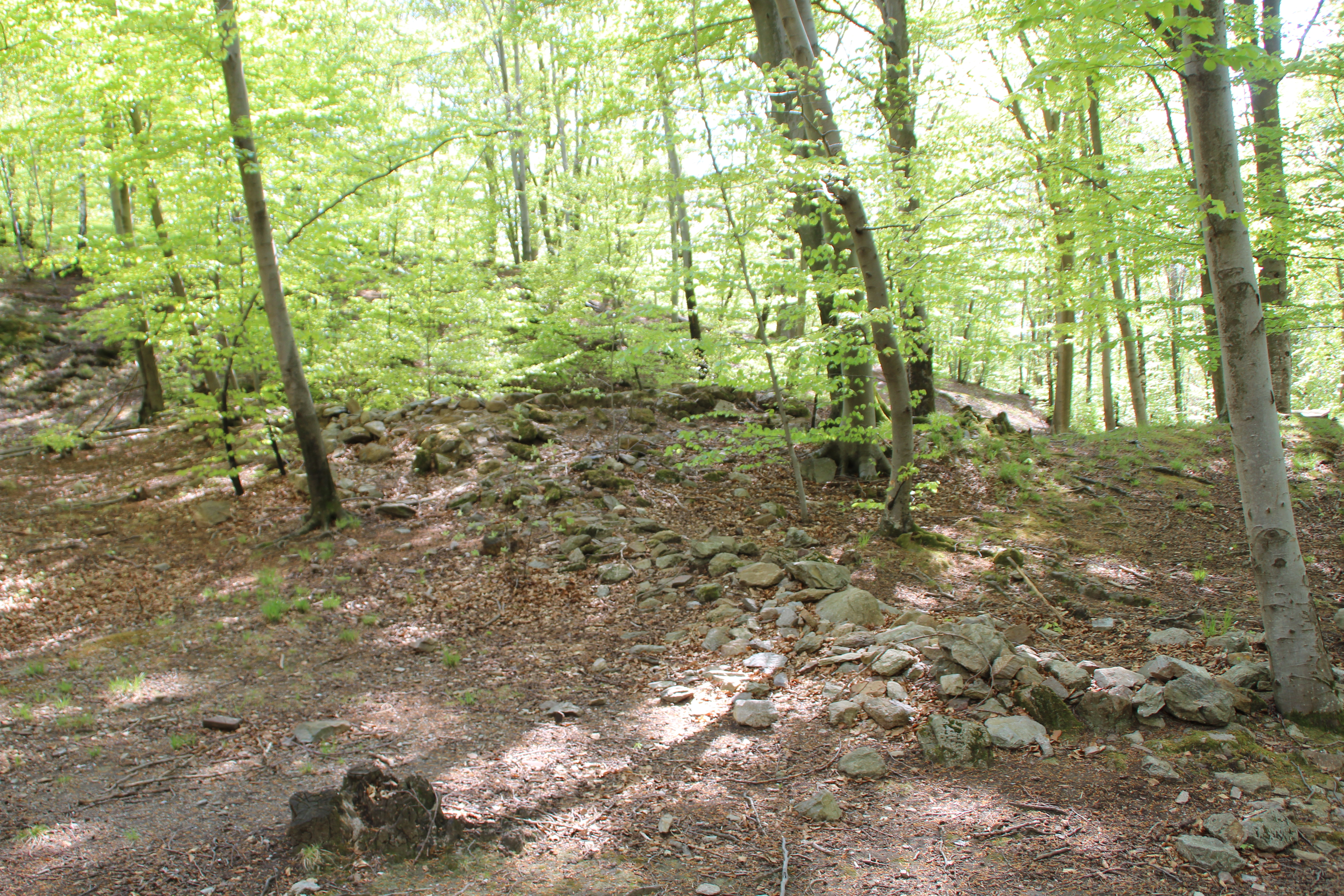
Resten der Wohnhäuser von Redde